# Sombrilla

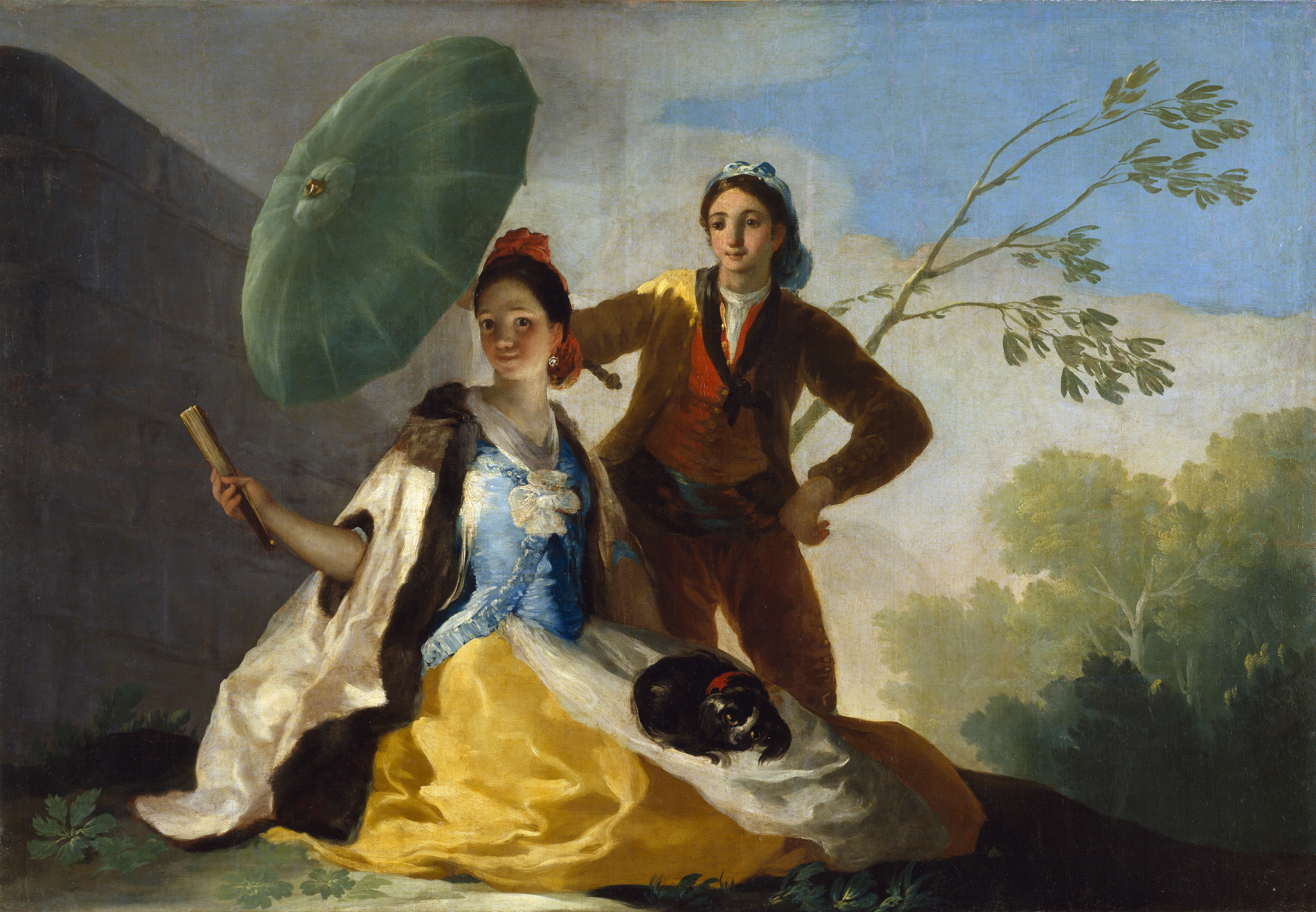
Mujer protegida con una sombrilla en una pintura de Francisco de Goya.

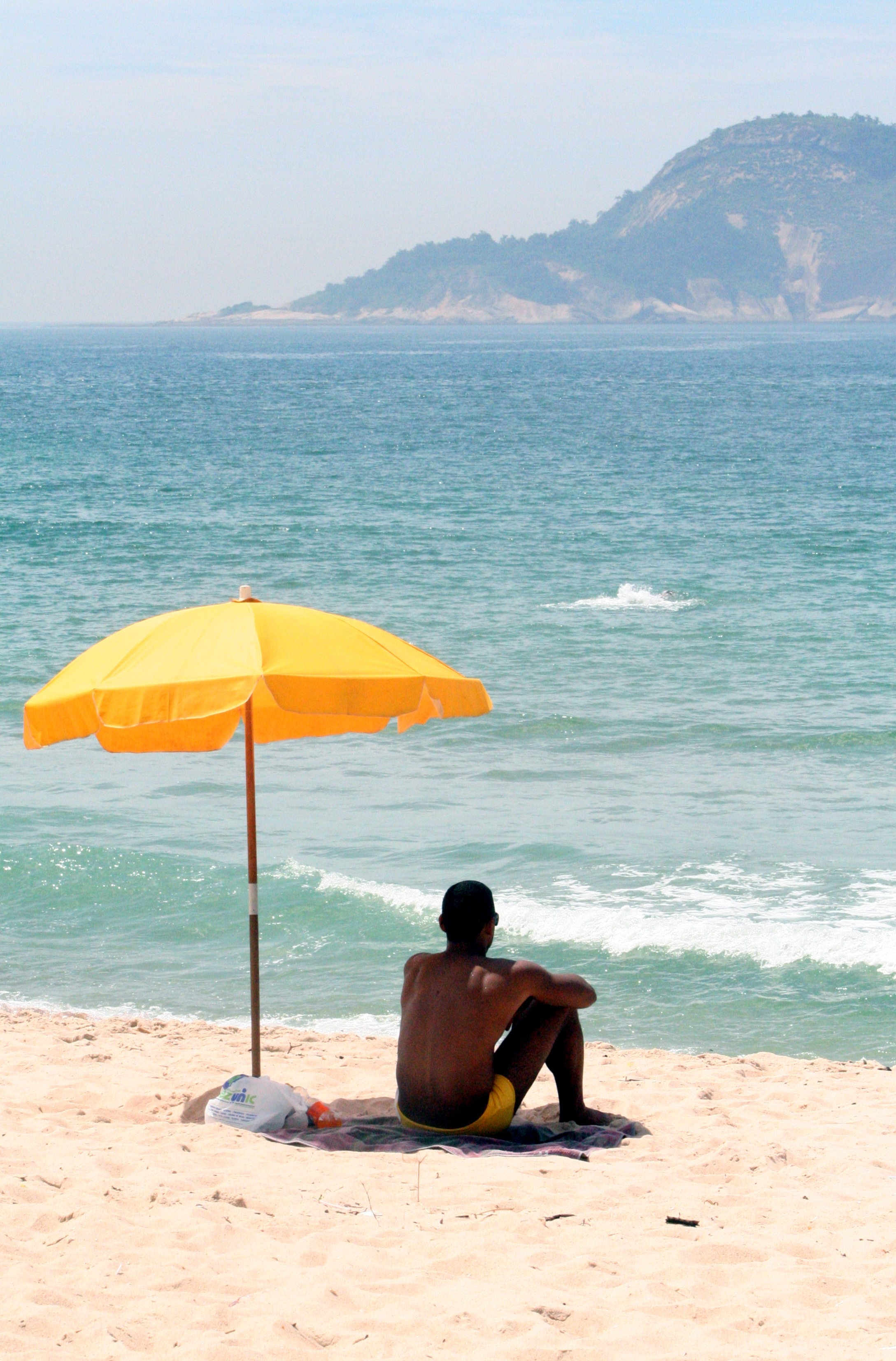
Una sombrilla amarilla en la playa.

Una sombrilla, también denominada parasol o quitasol, es un utensilio portátil o una estructura fija o plegable para dar sombra. Es usada para protegerse del sol, por ejemplo en playas o piscinas exteriores. A diferencia del paraguas, creado para protegerse de la lluvia, no tiene por qué ser impermeable.

## Historia
Fue diseñada a partir del mismo principio que el del paraguas y desarrollada hace aproximadamente 4.000 años por la civilización china donde también se creó el paraguas. Desde allí se extendió a Persia, Egipto y Grecia; y fue ahí mismo donde, desde el siglo IX, las sombrillas comenzaron a ser de uso exclusivo de las clases nobles.

## Materiales
Antes, eran fabricadas con tejidos ligeros y finos, a menudo con encaje; hoy en día, en su mayoría, son fabricadas con materiales plásticos.
Las sombrillas de hoy en día se fabrican en una gran variedad de materiales. Para los armazones de las sombrillas el material más utilizado es el aluminio por su ligereza y dureza. Sin embargo no es el único material para los armazones, también se pueden encontrar de acero inoxidable y de maderas tropicales; y recientemente hasta de fibra de vidrio. Las sombrillas de acero inoxidables pueden alcanzar precios algo elevados, sin embargo son ideales para playas y albercas donde la humedad y la salinidad pueden deteriorar otros materiales. Por otra parte, las sombrillas de madera son estéticamente muy agradables a la vista, aunque son más pesadas que las de otros materiales, el aspecto natural que las maderas tropicales le dan a las sombrillas es única. Por último las nuevas sombrillas de fibra de vidrio parecen mezclar lo mejor de todos los anteriores. Las sombrillas de fibra de vidrio son ligeras como el aluminio, flexibles, resistentes como el acero inoxidable y se fabrican para imitar la madera, por lo que las hace una opción ideal.
Los textiles usados para sombrillas son muchos y pueden variar entre lonas vinilicas, acrílicas, hasta telas especializadas para el exterior. Las sombrillas promocionales comúnmente llevan una delgada tela plástica o lona; que protege del sol pero no de los rayos UV. Son muy ligeras, fáciles de imprimir e impermeables, sin embargo no resisten mucho tiempo el calor del sol, ya que se calientan y tienden a decolorarse.
Entre las más vistosas están las sombrillas de encaje de brujas, que se pueden encontrar en variedad de colores y diseños. En la actualidad suelen utilizarse en celebraciones como las bodas por la belleza y delicadeza de sus diseños.

## En el Arte

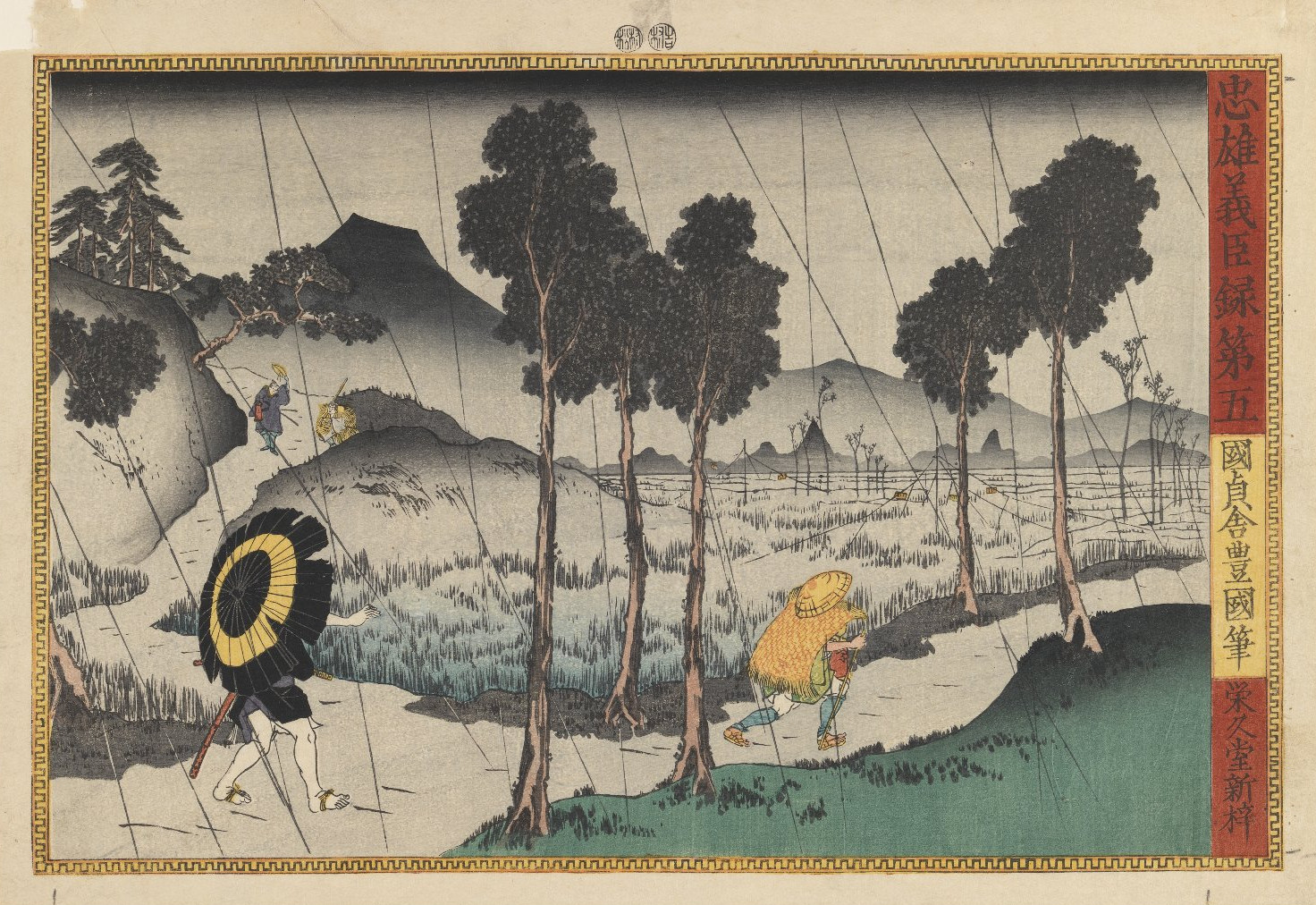
Utagawa Kunisada
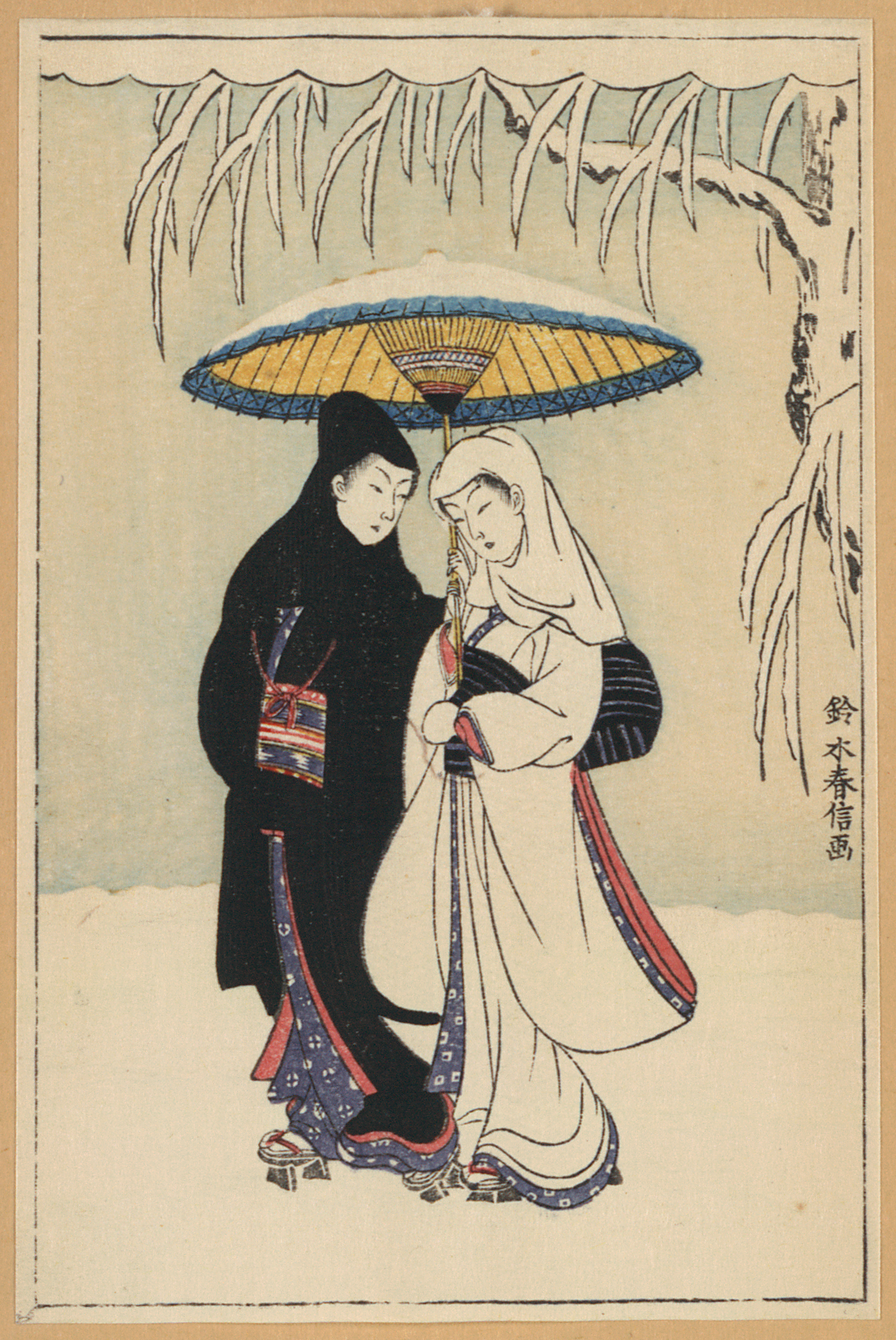
Pareja bajo la nieve, Suzuki Harunobu
La sombrilla o parasol es uno de los ocho símbolos auspiciosos del budismo tibetano.
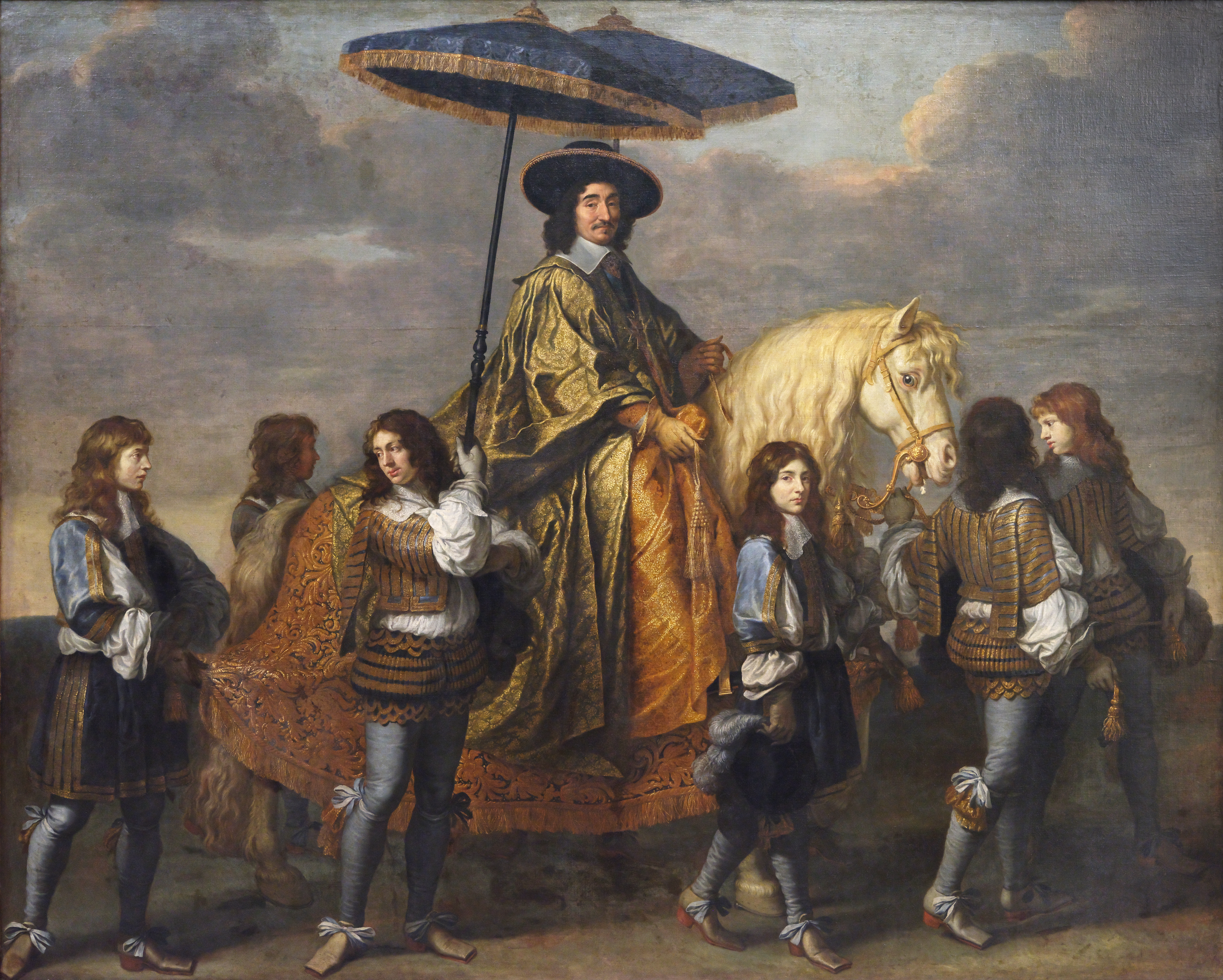
Pierre Séguier con un parasol, por Charles Le Brun, 1670
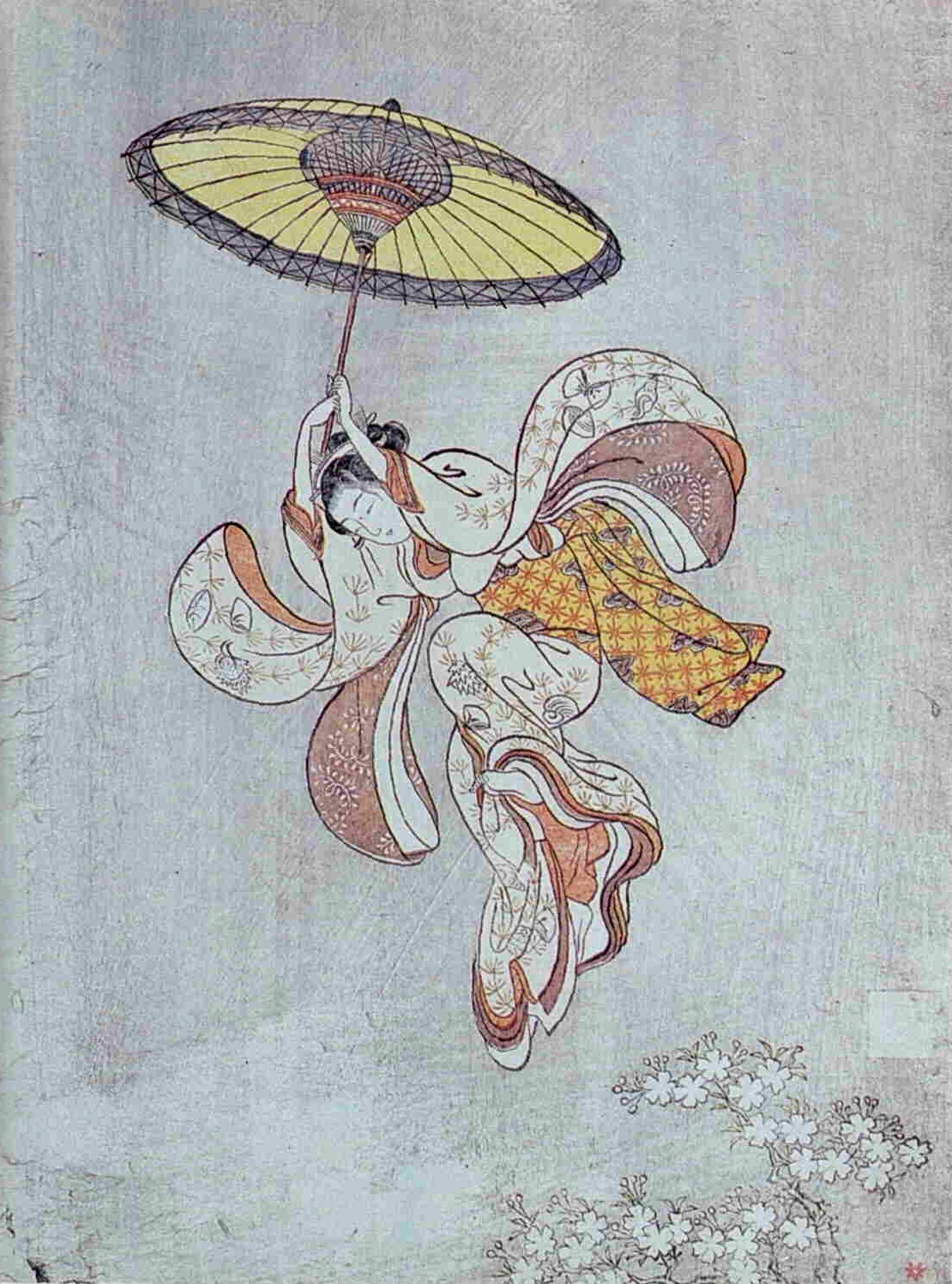
Niña japonesa salta. Kiyomizu-dera, Suzuki Harunobu, 1750
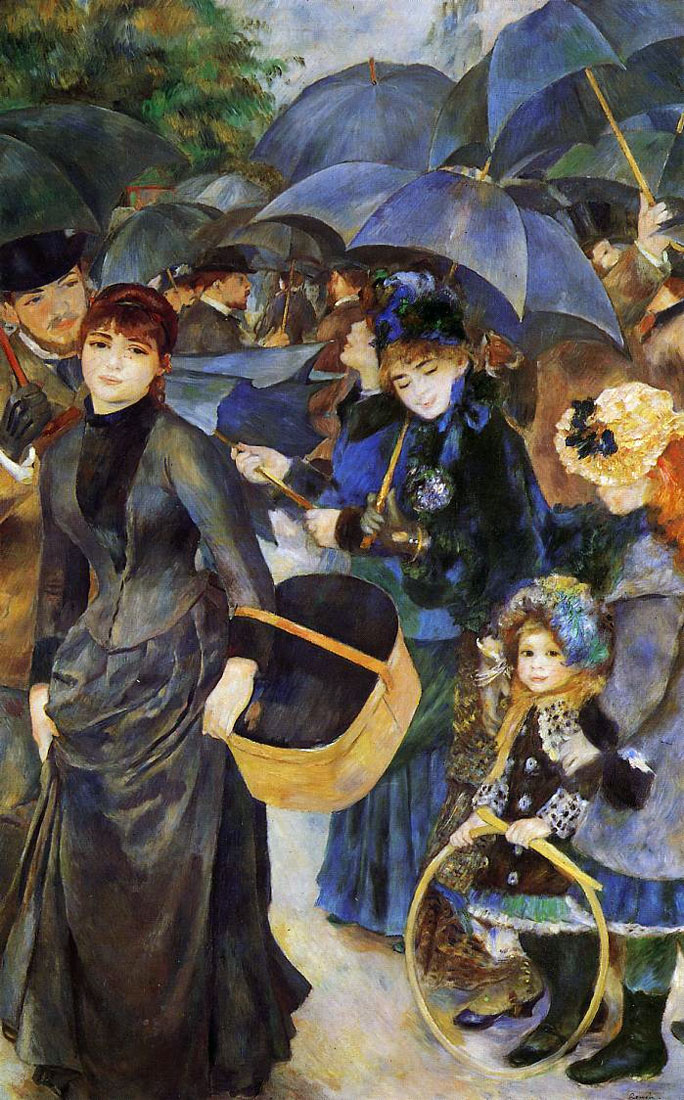
Pierre-Auguste Renoir, Paraguas, 1883
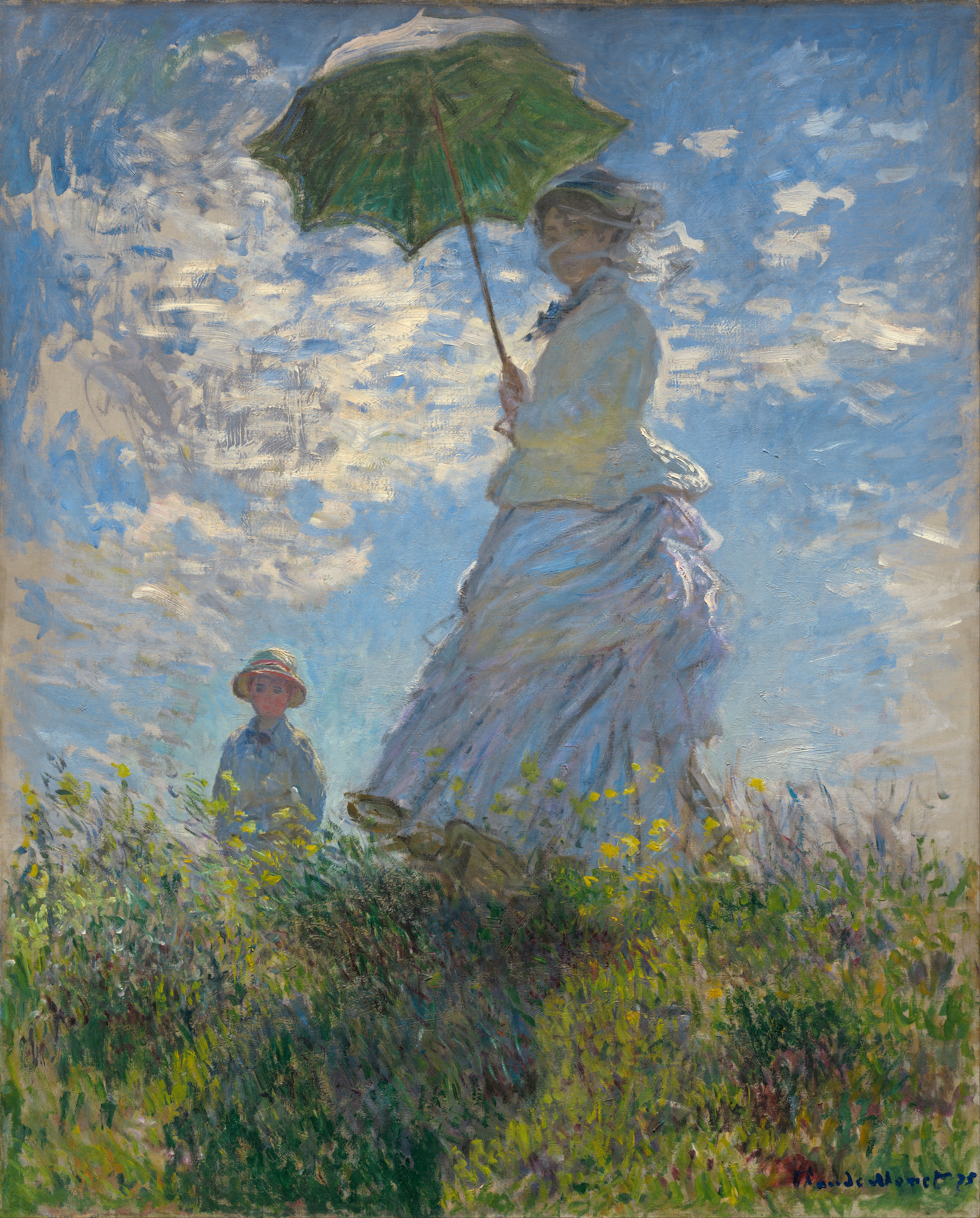
Mujer con parasol - Madame Monet y su hijo, Claude Monet 1875
Mujer con parasol, Édouard Manet, 1881
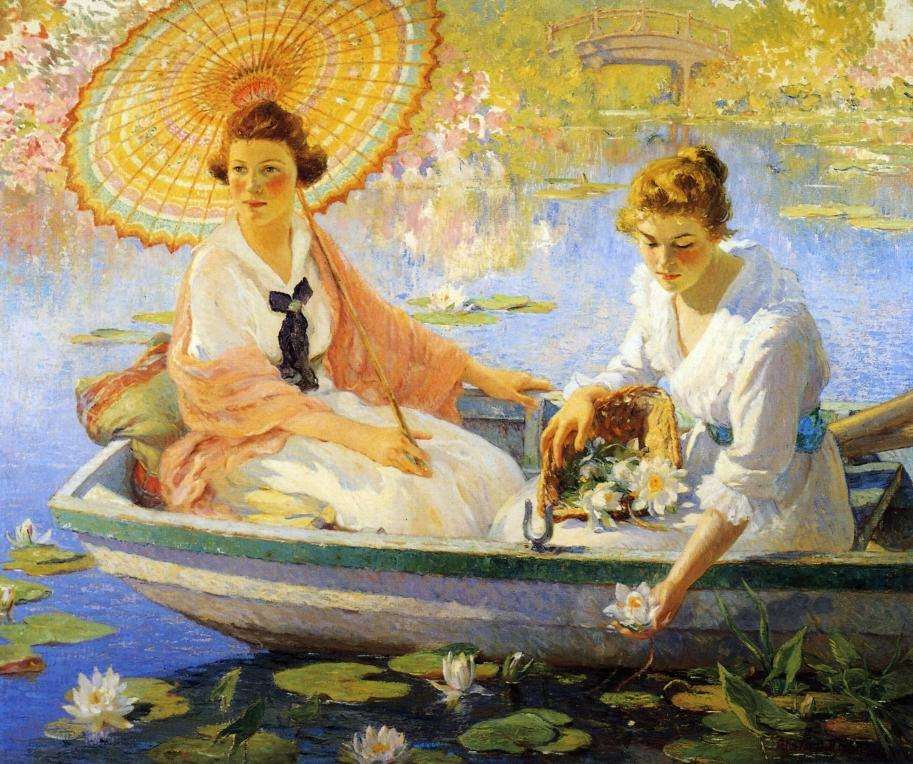
Colin Campbell Cooper,Verano, 1918
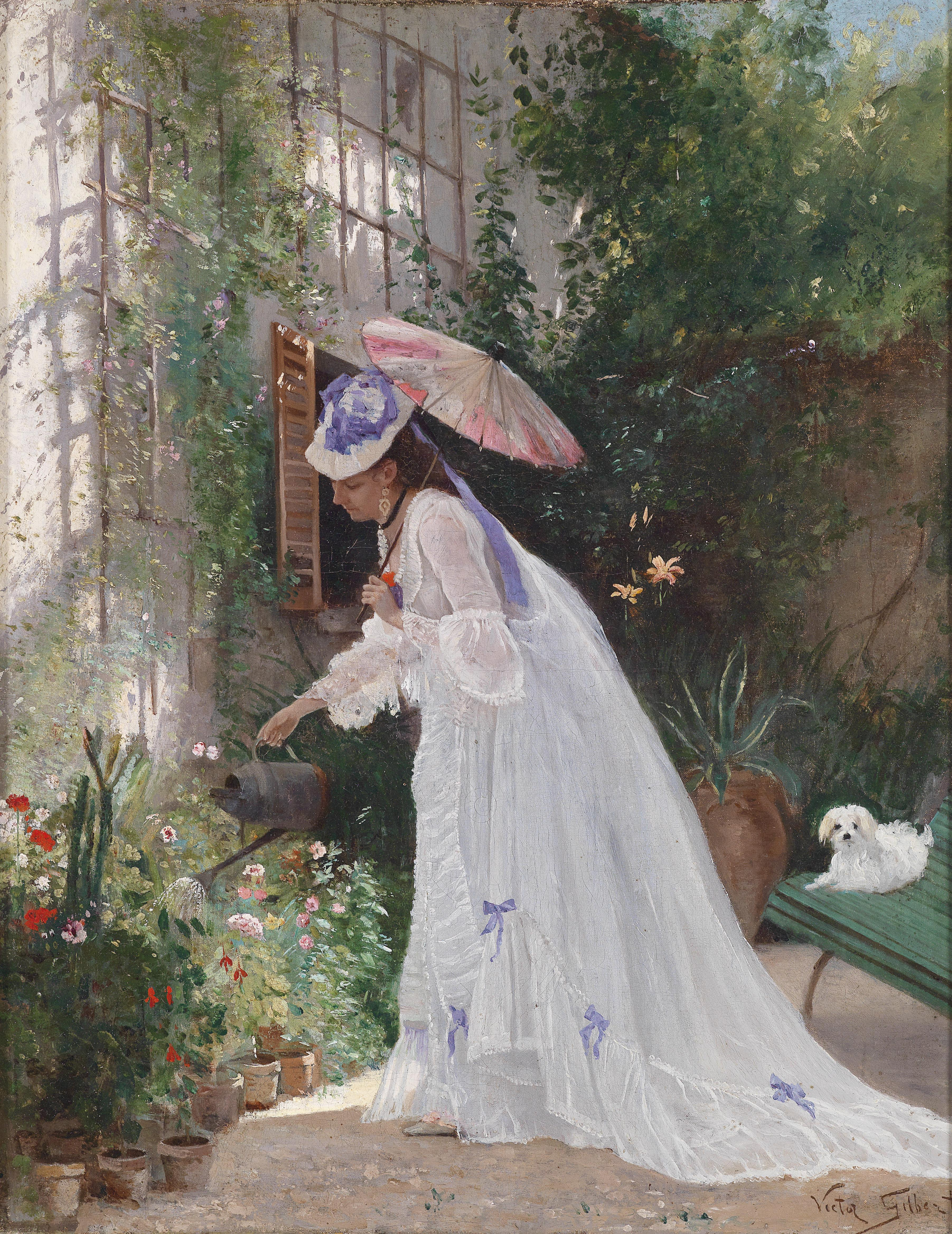
Victor Gabriel Gilbert, Mujer con sombrilla japonesa, 1933